# Windows Vista
Windows Vista este o versiune a sistemului de operare Microsoft Windows, proiectată de corporația Microsoft. Înainte de anunțul sub acest nume din 22 iulie 2005, Windows Vista a fost cunoscut sub numele de cod Longhorn, după Salonul Longhorn, un bar cunoscut din orașul Whistler din provincia canadiană Columbia Britanică. Windows Vista a fost lansat în noiembrie 2006 pentru firme și parteneri de afaceri iar în ianuarie 2007 a fost lansat pentru utilizatorii obișnuiți. Această lansare vine după mai mult de cinci ani de la apariția pe piață a sistemului de operare Windows XP, fiind cea mai mare distanță între două lansări succesive.
Windows Vista a fost primul sistem de operare care a conținut widget-uri. De la el a început modul "Aero" în care ferestrele erau transparente astfel continuat la Windows 7 și terminat la Windows 8.
Windows Vista este comercializat în 35 de versiuni lingvistice, între care și una în limba română. În Windows Vista sunt și două structuri pentru tastatură, Română (Legacy) și Română (Standard), care conțin caracterele ș și ț cu virgulă în loc de vechiul standard Windows cu sedilă (ș și ț). Acestea se adaugă versiunii consacrate care a fost redenumită Română (Legacy), dar în care nu s-a operat această schimbare.
Produsul a fost lansat în România la 1 februarie 2007 de către co-fondatorul Microsoft, Bill Gates, în cadrul ceremoniei de deschidere a Centrului Global de Suport Tehnic de la București. Inițial disponibil doar în versiunea engleză, varianta în română a ieșit pe piață la 20 iunie 2007 și este disponibilă spre vânzare în toate edițiile și pe toate canalele de vânzare, în România și Republica Moldova. Pentru Republica Moldova este disponibilă spre vânzare și ediția Starter în limba română, un produs destinat piețelor în curs de dezvoltare. Cu aceeași ocazie a vizitei lui Gates, au fost lansate pe piața din România și sistemul Microsoft Office System 2007 (disponibil în română ) și serverul de comunicație Exchange Server 2007 (parțial localizat ).
Astfel, din 2015 cei de la Microsoft au considerat acest sistem de operare drept Windows care nu e original, au continuat să facă design la Windows 8.1 și Windows 10 iar Windows Vista a ieșit din faza de suport extins la primăvara lui 2016, 
Din 11 aprilie 2017, Microsoft nu mai publică actualizări de securitate lunare pentru Windows Vista.

## Ediții Windows Vista
- Windows Vista Starter
Asemenea versiunii Windows XP Starter Edition, această ediție este disponibilă, doar în țările în curs de dezvoltare, ca de exemplu Moldova (cu interfață în limba română), Brazilia, Columbia, India, cu scopul de a oferi o alternativă legală la folosirea copiilor piratate. Nu este disponibilă în România.[6]
- Windows Vista Home Basic
Versiune similară ediției Windows XP Home Edition, Home Basic este destinată utilizatorilor cu buget redus care nu necesită suport media avansat pentru utilizarea acasă. Tema Windows Aero cu efecte de transluciditate nu este inclusă în această ediție.Versiunea include Windows Firewall, Control Parental, Centru de Securitate,Windows Movie Maker, Galerie Foto și multe alte funcționalități.[9]
- Windows Vista Home Premium
Incluzând toate funcționalitățile din Home Basic, această ediție conține mai multe opțiuni destinate segmentului de piață casnic, precum HDTV.
- Windows Vista Business
Versiune comparabilă cu Windows XP Professional și Windows XP Tablet PC Edition,Windows Vista Business Edition este destinată pieței de afaceri. Include toate funcționalitățile Home Basic, cu excepția Controlului Parental și a temei Windows Vista Standard.
- Windows Vista Enterprise
Această ediție este destinată segmentului întreprinderilor din piață, fiind un superset a ediției Business. Funcționalități adiționale includ suportul pentru interfață cu utilizatorul plurilingvă, BitLocker Drive Encryption și suport pentru aplicații UNIX. Această ediție nu este disponibilă pe canale de distribuție sau OEM, ci prin Microsoft Software Assurance.
- Windows Vista Ultimate
Combinând toate funcționalitățile edițiilor Home Premium și Enterprise, plus câteva funcții în plus,Windows Vista Ultimate oferă câteva opțiuni precum encriptarea calității afacerilor și Windows Media Centre. Ultimate suportă până la două microprocesoare fizice.

Microsoft România a estimat că mai mult de 50% din vânzările Windows Vista în anul fiscal 2007-2008 vor fi sisteme de operare în limba română, oficialii retailerilor declareându-se la acea vreme, dată fiind obișnuința utilizatorilor de a folosi sisteme de operare în engleză dar și al licențelor în engleză deja vândute până în momentul de față. Însă în ciuda acestei reticiențe, la nivelul anului 2008, vânzările de licențe de Windows preinstalate în limba română le-au egalat pe cele în engleză.
Din 22 octombrie 2009, Windows Vista a fost înlocuit de Windows 7.

## Cerințe de sistem

### Cerințele minime
|                            | Minimum                                               | Recomandat                                            |
| -------------------------- | ----------------------------------------------------- | ----------------------------------------------------- |
| Procesor                   | 800 MHz                                               | 1 GHz                                                 |
| Memorie                    | 512 MB                                                | 1 GB                                                  |
| Placă Video                | Capabilă DirectX 9.0                                  | Capabilă DirectX 9.0 și WDDM 1.0 driver suport        |
| Memorie Grafică            | 64 MB                                                 | 128 MB                                                |
| Capacitatea hard disk-ului | 40 GB                                                 | 80 GB                                                 |
| Spațiu liber hard disk     | 15 GB                                                 | 15 GB                                                 |
| Drivere                    | DVD-ROM drive (Numai pentru instalarea DVD-ROM media) | DVD-ROM drive (Numai pentru instalarea DVD-ROM media) |

### Limita versiunilor
| Versiune                   | Limită 32-biți | Limită 64-biți |
| -------------------------- | -------------- | -------------- |
| Windows Vista Ultimate     | 4 GB           | 128 GB         |
| Windows Vista Enterprise   | 4 GB           | 128 GB         |
| Windows Vista Business     | 4 GB           | 128 GB         |
| Windows Vista Home Premium | 4 GB           | 16GB           |
| Windows Vista Home Basic   | 4 GB           | 8GB            |
| Windows Vista Starter      | 1 GB           | N/A            |